# Lakó Elemér
Lakó Elemér (Kolozs, 1929. március 10. – Kovászna, 1986. szeptember 24.) erdélyi magyar nyelvész, művelődéstörténész.

## Életútja
A kolozsvári Piarista Gimnázium elvégzése (1948) után a Bolyai Tudományegyetem filológiai karán magyar nyelv- és irodalom szakos tanári diplomát szerzett (1952). Nyelvészpályáját az egyetemen kezdte. Már lektor, amikor 1958-ban az 1956-os forradalommal való rokonszenvezése ürügyén börtönbe vetették, s 15 évre ítélték. Szabadulása után (1964–68) a kolozsvári Napochim vállalatnál tisztviselő, majd haláláig főkönyvtáros az Akadémiai Könyvtárban.
Első írását a kalotaszegi nyelvjárás e hangjáról a Nyelv- és Irodalomtudományi Közlemények (NyIrK) közölte (1969/1). Cikkei jelentek meg az Előre, Studii și Cercetări de Bibliografie, Művelődés, Hargita, Dolgozó Nő, Utunk hasábjain. Tanulmányai a Korunkban Kótsi Patkó János színháztörténetének egy felfedezett kézirattöredékéről (1977/12) és kolozsvári Comenius-nyomokról (1979/11) szólnak. A Művelődéstörténeti tanulmányok 1980-as kötetében a kolozsvári Unitárius Kollégiumnak az Akadémiai Könyvtárba került régi kéziratait ismertette, a cenzúra által letiltott 1983-as kötetben az Unitárius Kollégiumi könyvtár reformkori olvasónaplóit dolgozta fel (kéziratban). Régi kéziratokat kutatott fel és tett közzé, így Bornemisza Anna Szakácskönyvét 1680-ból (1983), s lengyel nyelven Bogowie Fatszywi ismeretlen antikatolikus pamfletjét a XVI. századból (Varsó, 1983).

## Köteteiből
- Bevezetés a magyar nyelv tanulmányozásába (egyetemi jegyzet, Kolozsvár, 1958)
- A kalotaszegi nyelvjárás magánhangzórendszere; Kriterion, Bukarest, 1974
- Bornemisza Anna szakácskönyve 1680-ból; közread. Lakó Elemér; Kriterion, Bukarest, 1983
- The manuscripts of the Unitarian College of Cluj/Kolozsvár in the Library of the Academy in Cluj-Napoca, 1-2.; összeáll. Lakó Elemér; JATE, Szeged, 1997